# Opel 12/14 PS
Der Opel 12/14 PS war ein PKW der oberen Mittelklasse, den die Adam Opel KG von 1904 bis 1908 baute.

## Geschichte und Technik
Der 12/14 PS entsprach in Größe und Bauart in etwa dem zwei Jahre vorher vorgestellten Modell 10/12 PS, hatte aber einen größeren und leistungsfähigeren Motor mit L-Kopf anstatt des vorher üblichen T-Kopfes.
Der Motor war ein Zweizylinder-Reihenmotor mit 2078 cm³ Hubraum (Bohrung × Hub = 105 mm × 120 mm), der 14 PS (10,3 kW) bei 1400/min. leistete. Der seitengesteuerte Motor war wassergekühlt. Die Motorleistung wurde über eine Lederkonuskupplung, ein manuelles Dreiganggetriebe mit Lenksäulenschaltung (ab 1907 Kulissenschaltung) und eine Kardanwelle an die Hinterachse weitergeleitet. Die Höchstgeschwindigkeit der Wagen lag bei 55 km/h.
Der Plattformrahmen bestand aus Stahlblech-U-Profilen und war mit Holz armiert. Die beiden Starrachsen waren an halbelliptischen Längsblattfedern aufgehängt. Die Betriebsbremse war als Bandbremse ausgeführt und wirkte auf die Kardanwelle. Die Handbremse betätigte Trommelbremsen an den Hinterrädern.
Es gab drei Karosserievarianten, einen zweisitzigen Phaeton, einen viersitzigen Doppelphaeton und einen ebensolchen Tonneau. Die billigste Variante (Phaeton) kostete 7000 RM.
1908 wurde der Bau des 12/14 PS eingestellt. Nachfolger war das Modell 10/18 PS.